# Hyundai Ioniq
Hyundai Ioniq (укр. Хюндай Іонік) — сімейство екологічних автомобілів компанії Hyundai. У сімейство входять електромобілі і гібридні автомобілі. Коефіцієнт лобового опору складає 0,24, що є найнижчим у своєму класі.
Назва Ioniq утворено з злиття слів ion, unique (унікальність) і IQ (коефіцієнт інтелекту).
Світова прем'єра Ioniq відбулася в березні 2016 року на Женевському автосалоні. Восени 2016 року, гібридна і електрична версія надійшли у продаж, у 2017 році представлять Plug-in-Hybrid, що заряджається від звичайної розетки.
Станом на 2017 рік лише один автовиробник — Хюндай Мотор Україна — офіційно продавав свої електричні автівки. Із літа 2017 року покупцям пропонують дві моделі: IONIQ Electric та IONIQ Hybrid.

## Hyundai IONIQ electric

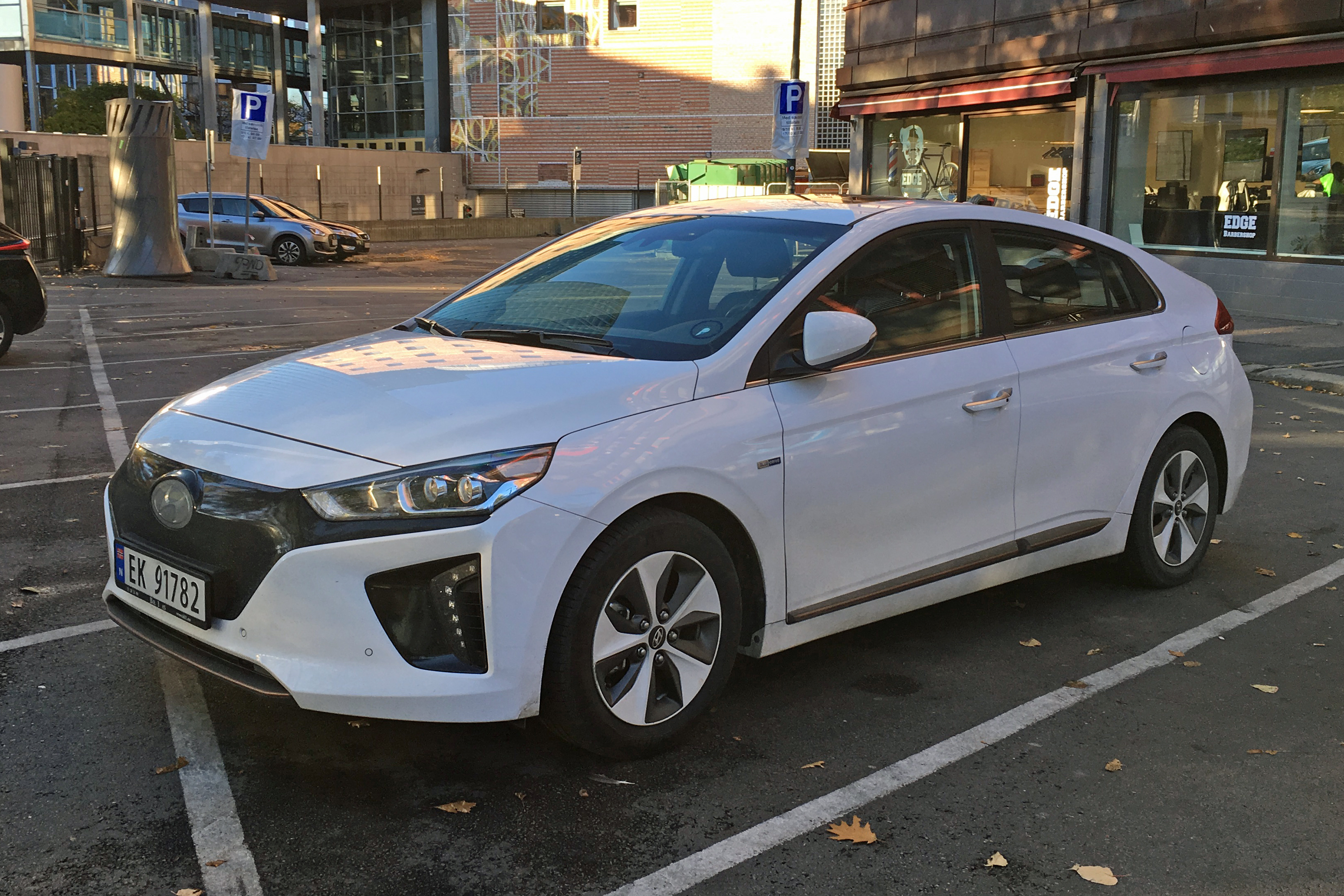
Hyundai Ionic electric

Світова прем'єра серійної версії Hyundai IONIQ electric відбулася на автосалоні в Женеві в березні 2016 року. Hyundai Ioniq electric. Автомобіль отримав двигун потужністю 88 кВт (120 к.с., 295 Нм), одноступінчатий редуктор і батарею ємністю 28 кВт·год. На одному заряді хетчбек здатний проїхати більше 250 км, а максимальна швидкість складає 165 км/год.
Рознімання зарядного пристрою — SAE J1772 тип 1 або CCS Combo Type 2 (в залежності від країни продажу).
У 2019 році посів перше місце за витратою електроенергії у Вт•год на 1 км — у комбінованому режимі витрачає лише 154 Вт•год/км.

## Hyundai IONIQ hybrid

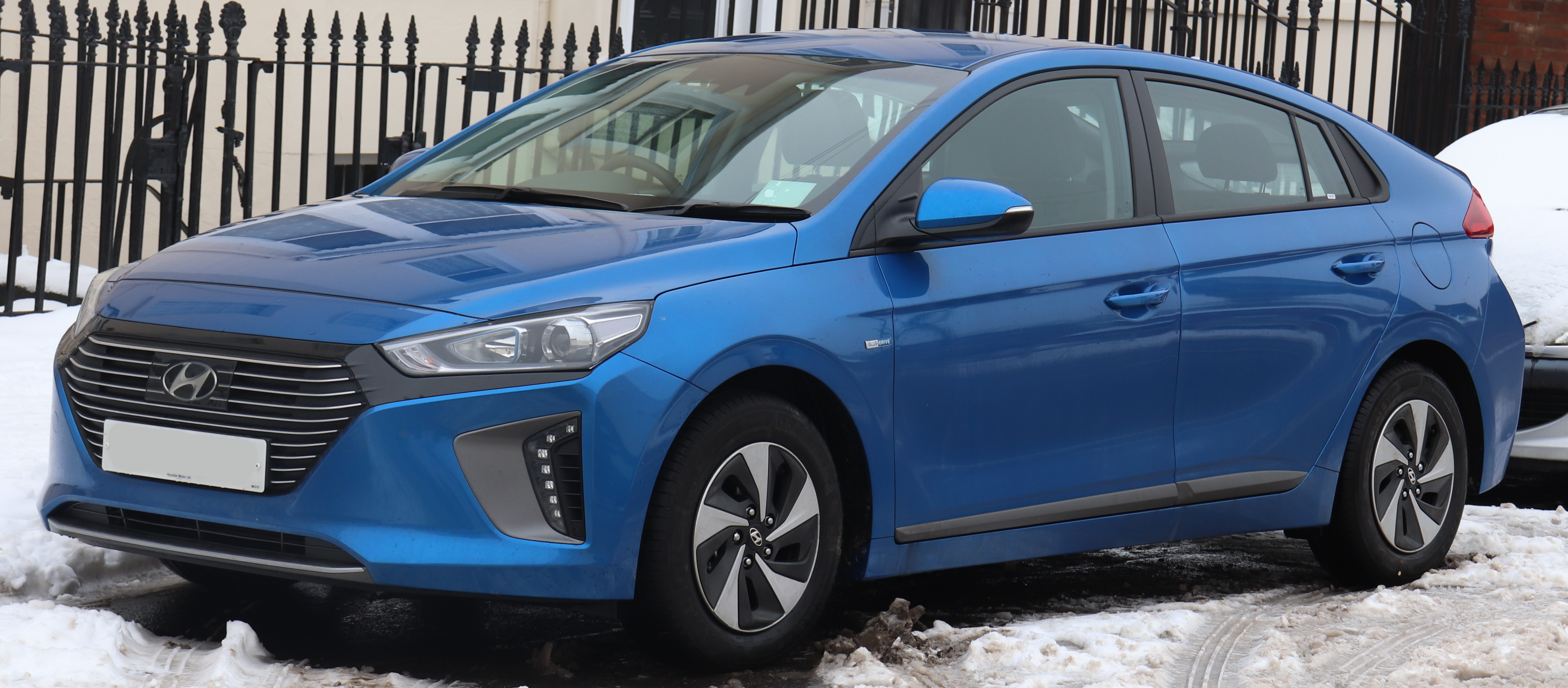
Hyundai Ioniq SE HEV S-A

Світова прем'єра моделі Hyundai IONIQ hybrid відбулася на автосалоні в Женеві в березні 2016 року. У рух Hyundai Ioniq приводиться зв'язкою 1,6-літрового бензинового двигуна GDI серії Kappa (105 к.с., 147 Нм) і синхронного електромотора з постійним магнітом потужністю 43,5 к.с. (170 Нм). Сумарна віддача установки, що працює спільно з 6-ступінчастим преселективним «роботом», становить 141 к.с. і 265 Нм крутного моменту. Використовуючи тільки електротягу Ioniq може розігнатися до 120 км/год.
Застосування високоміцної сталі в структурі платформи (понад 53 %) додає жорсткості кузова автомобіля. Деталі, виготовлені з алюмінію, (капот, двері і кришка багажника) допомагали інженерам вирішити найважливіше завдання гібридного автомобіля — знизити масу кузова. Коефіцієнт аеродинамічного опору автомобіля — 0,24. Використання нових технологій сприяють оптимальному розподілу повітряних потоків для поліпшення витрати палива. Літій-полімерний акумулятор розташований під задніми сидіннями. Автомобіль також оснащується 7 подушками безпеки, включаючи колінну для водія, Autonomous Emergency Brake (Автоматична система екстреного гальмування), Lane Keeping Assist System (асистент утримання автомобіля на смузі руху), Lane Departure Warning System (система попередження про схід зі смуги), Blind Spot Detection з Rear Cross Traffic Alert (система контролю сліпих зон з попередженням про бічному трафіку ззаду). В автомобілі застосовані внутрішні панелі з переробленого пластику в поєднанні з лісоматеріалами, породою і також сировиною з цукрової тростини.
Найекономніше витрачає пальне гібрид Hyundai IONIQ 2022 року в комплектації Blue — 4,0 л/100 км в комбінованому циклі.

## Hyundai IONIQ Plug-in-hybrid

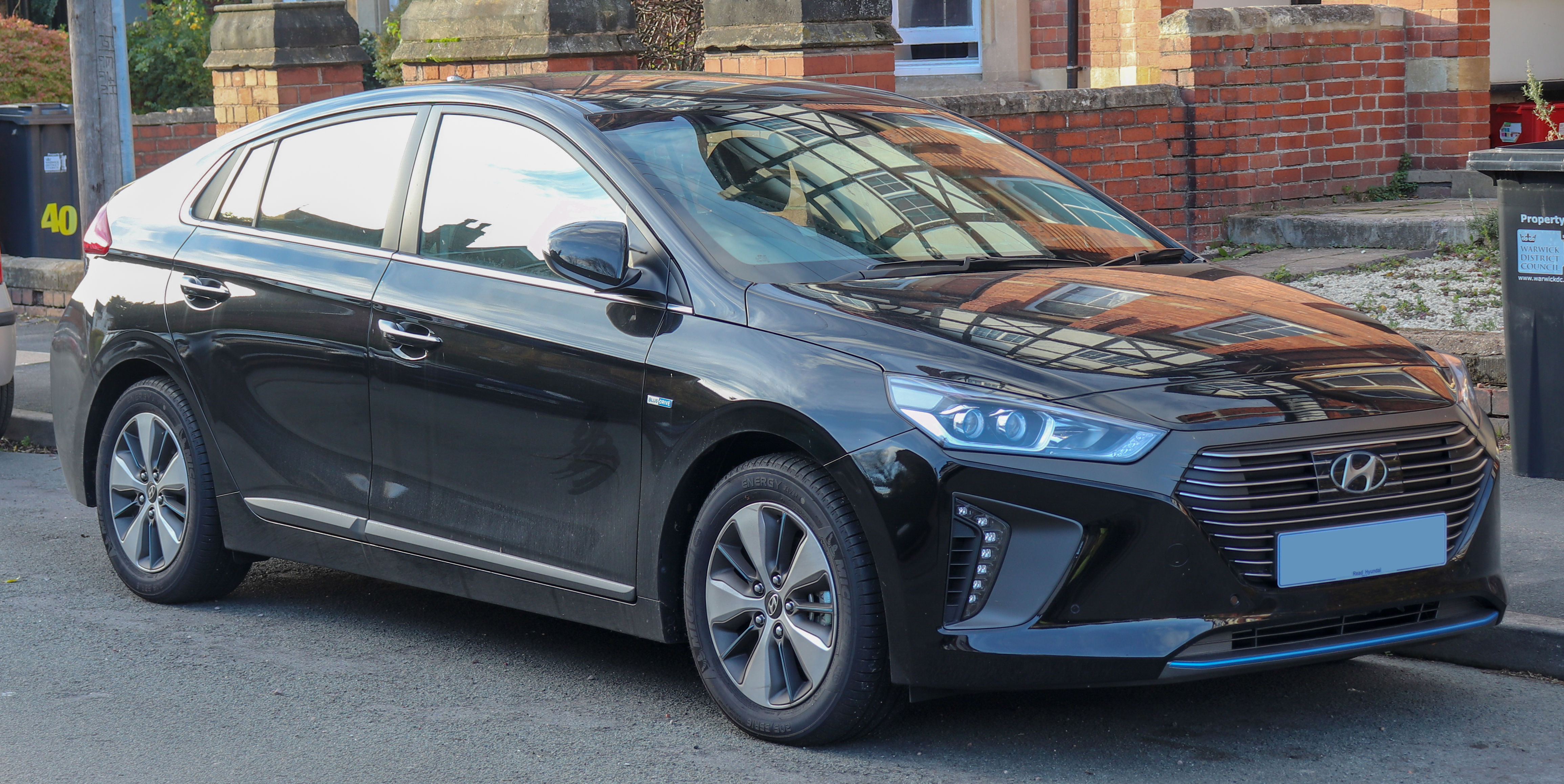
Hyundai Ioniq Premium SE PHEV S-A

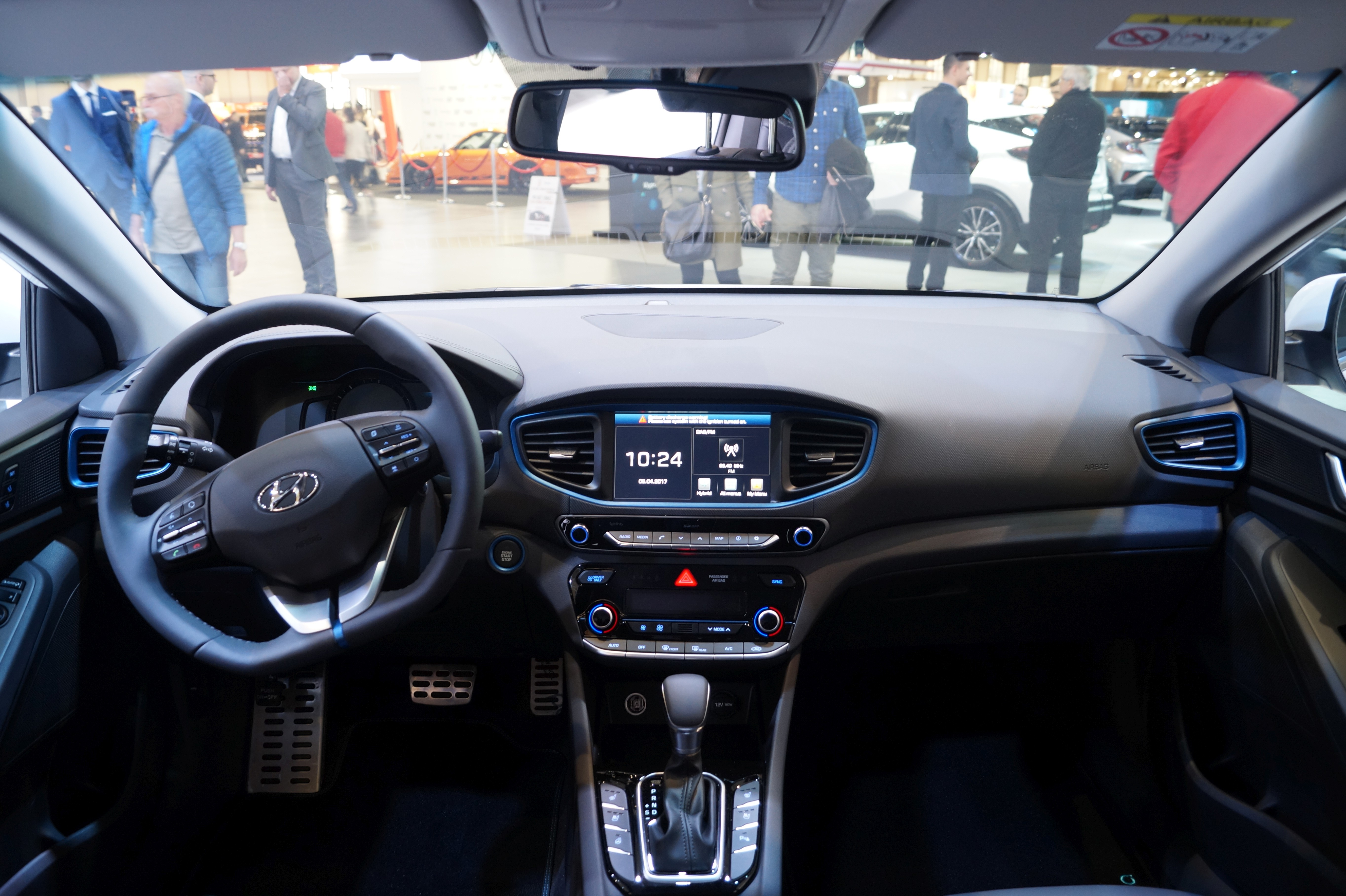

Виробництво автомобіля почалося з 2017 року. Отримав статус «Автомобіль року» і декілька десятків нагород, одна з яких п'ятизіркова сертифікація безпеки європейського комітету по проведенню незалежних краш-тестів Euro NCAP. Головна особливість — двигун, який може бути гібридним, підзаряджуваним(rechargeable) гібридним та електричним.
Розрахований на 43 км пробігу на чистій електричній енергії, після чого система переходить у гібридний режим. Автомобіль можна заряджати вдома, а відповідно пересувається він за рахунок електричної енергії, запасу якої вистачає на невеликі дистанції. Модель має двозонний клімат-контроль, підігрів передніх сидінь.
Hyundai IONIQ Plug-in-hybrid 2021 року заряджається від домашньої розетки за 2-3 години. Гібридний автомобіль витрачає еквівалент 2.0 л пального на 100 км поїздки в змішаному циклі.

## Технічні характеристики
| модель                                    | Hybrid                      | Electric          | Plug-in-Hybrid              |
| виробництво                               | з осені 2016                | з осені 2016      | з 2017                      |
| двигун                                    |                             |                   |                             |
| тип двигуна                               | Р4-бензиновий + електричний | електричний       | Р4-бензиновий + електричний |
| об'єм                                     | 1591 см³                    | –                 | 1591 см³                    |
| потужність двигуна                        | 105 к.с. при 5700 об/хв     | –                 | 105 к.с. при 5700 об/хв     |
| потужність електродвигуна                 | 32 кВт (44 к.с.)            | 88 кВт (120 к.с.) | 45 кВт (61 к.с.)            |
| сумарна потужність                        | 141 к.с.                    | –                 |                             |
| крутний момент двигуна                    | 147 Нм при 4000 об/хв       | –                 | 147 Нм при 4000 об/хв       |
| крутний момент електродвигуна             | 170 Нм                      | 295 Нм            |                             |
| сумарний крутний момент                   | 265 Нм                      | –                 |                             |
| трансмісія                                |                             |                   |                             |
| привід                                    | передній                    | передній          | передній                    |
| КПП                                       | 6-ст. АКПП                  |                   | 6-ст. АКПП                  |
| заміри                                    |                             |                   |                             |
| максимальна швидкість                     | 185 км/год                  | 165 км/год        | 185 км/год                  |
| розгін, 0–100 км/год                      | 10,8 с                      |                   |                             |
| витрати пального на 100 км (комбіновано)  | 3,4 л Super                 | –                 | 1,5 л Super                 |
| витрати електрики на 100 км (комбіновано) | –                           | 12,5 кВг          | –                           |
| викиди СО2                                | 79 гр/км                    | 0 гр/км           | 32 гр/км                    |
| норми викидів                             | Євро-6                      | Євро-6            | Євро-6                      |

## Галерея

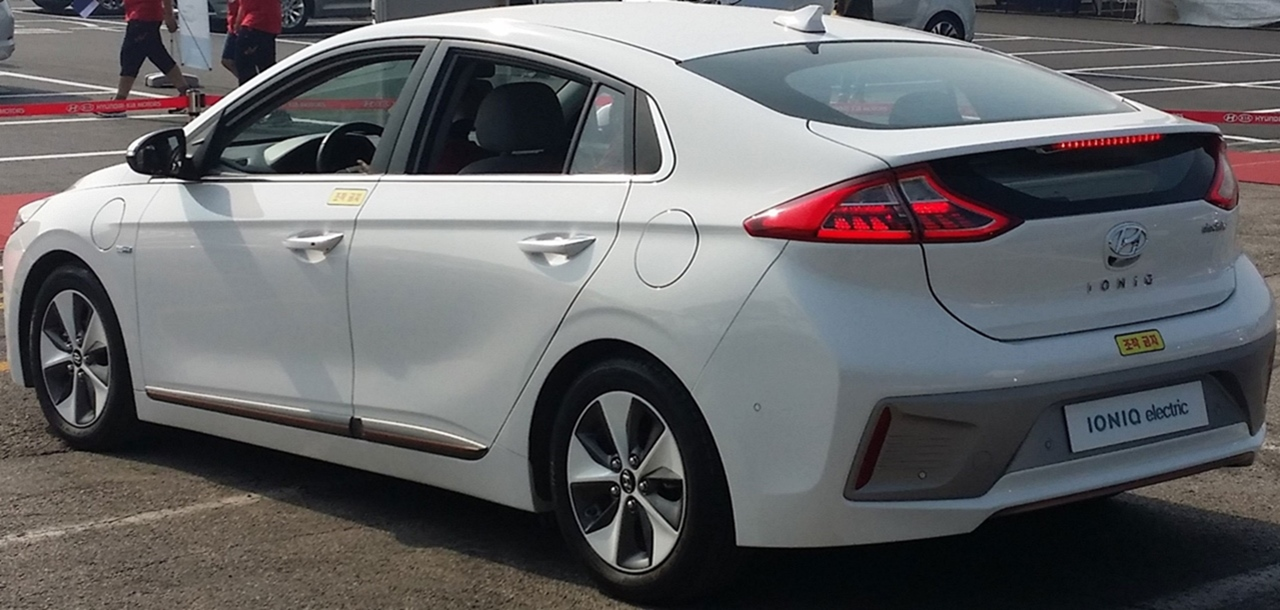
Hyundai Ioniq Electric
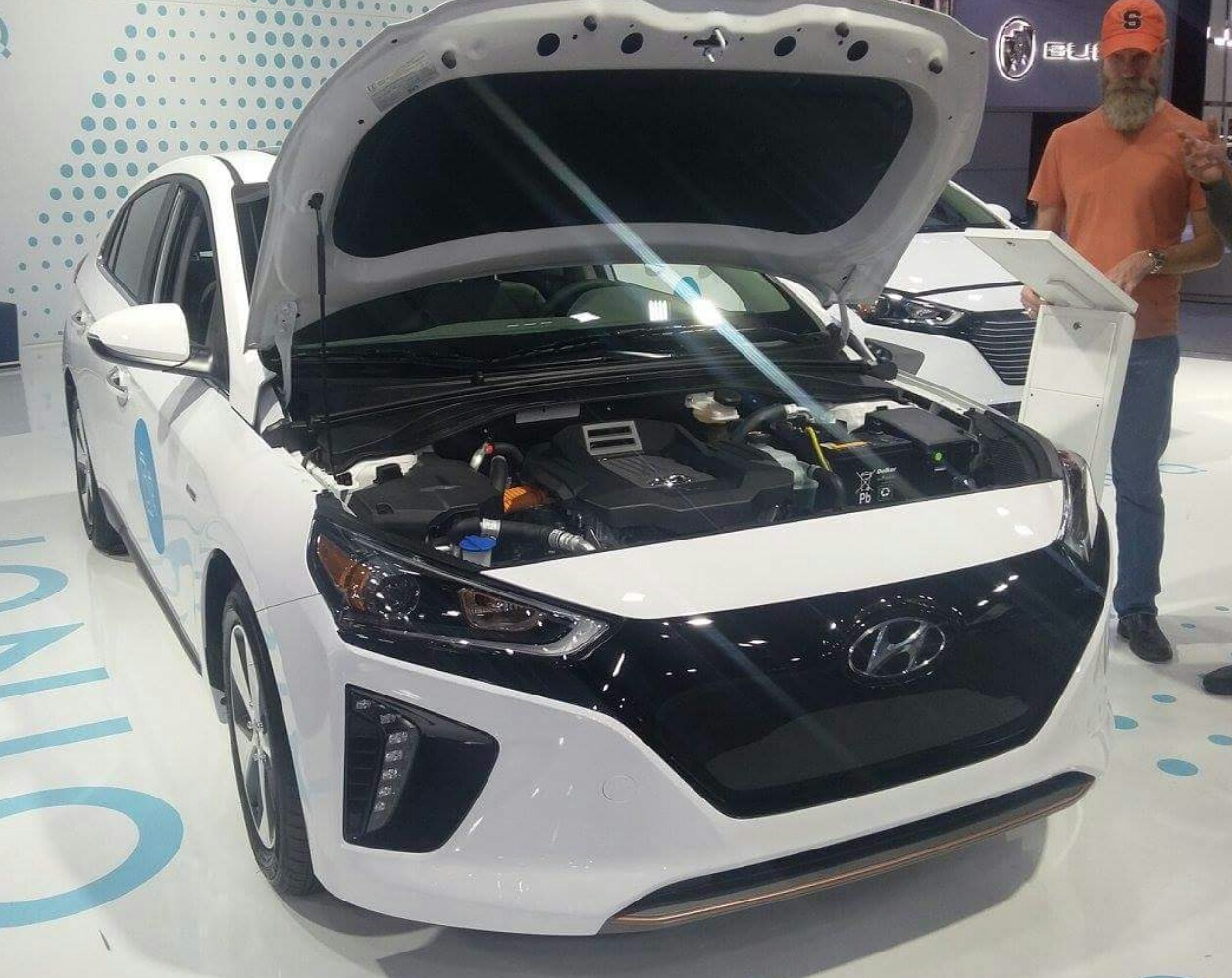
двигун Hyundai Ioniq
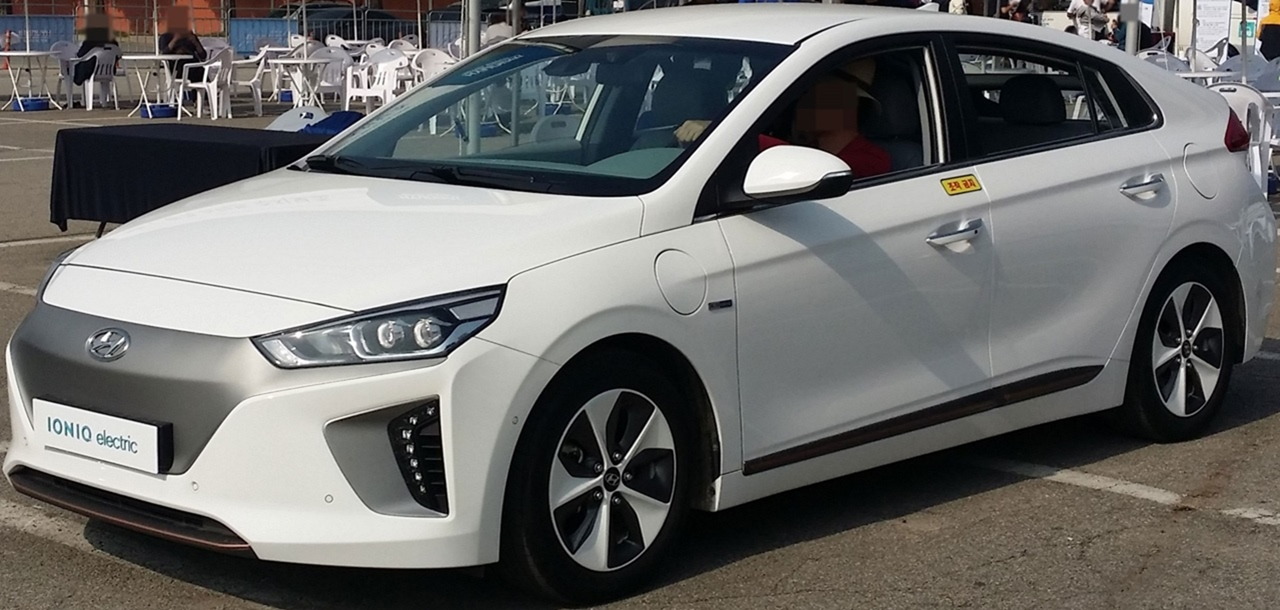
Hyundai Ioniq Electric
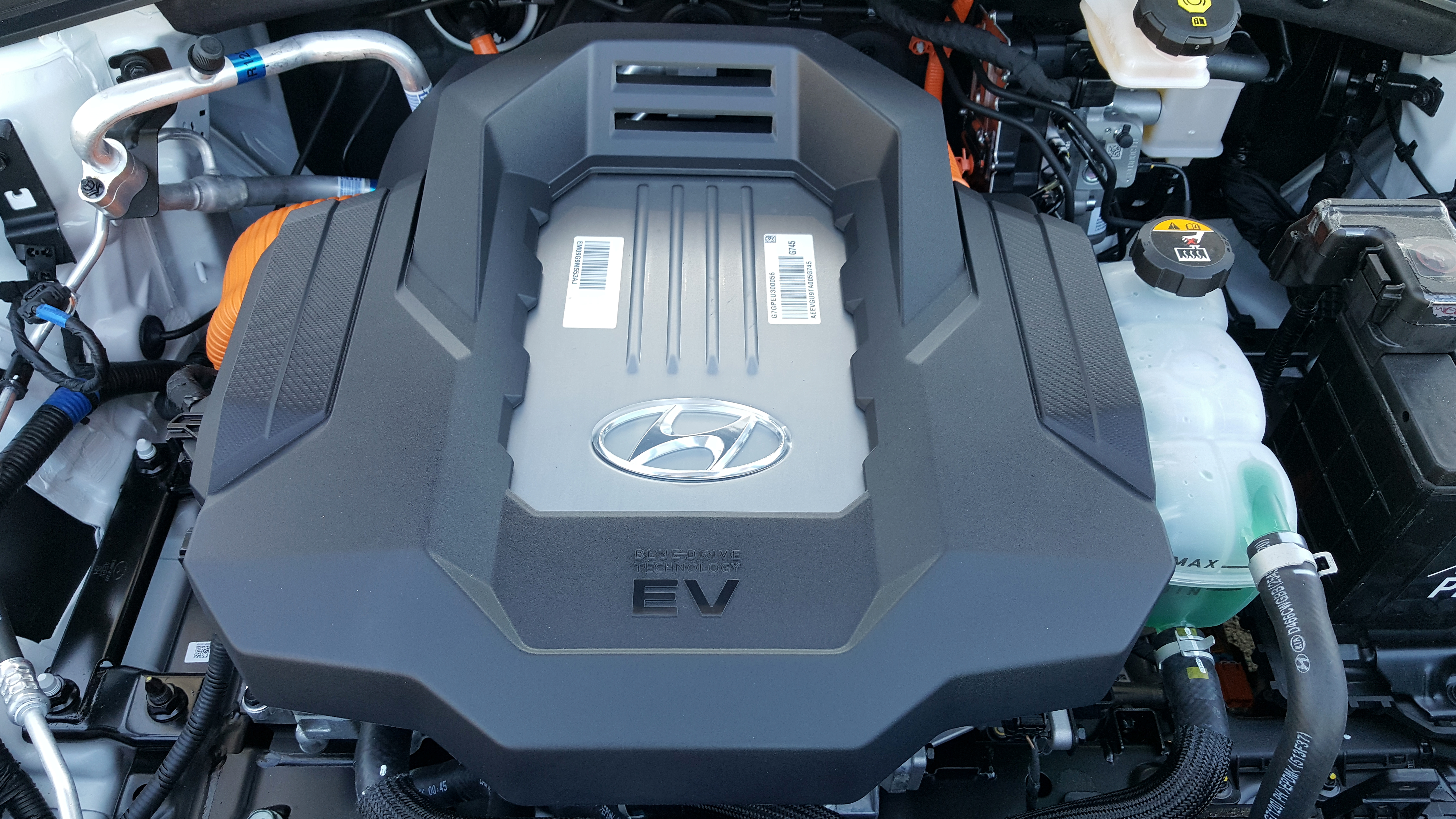
двигун Hyundai Ioniq Electric
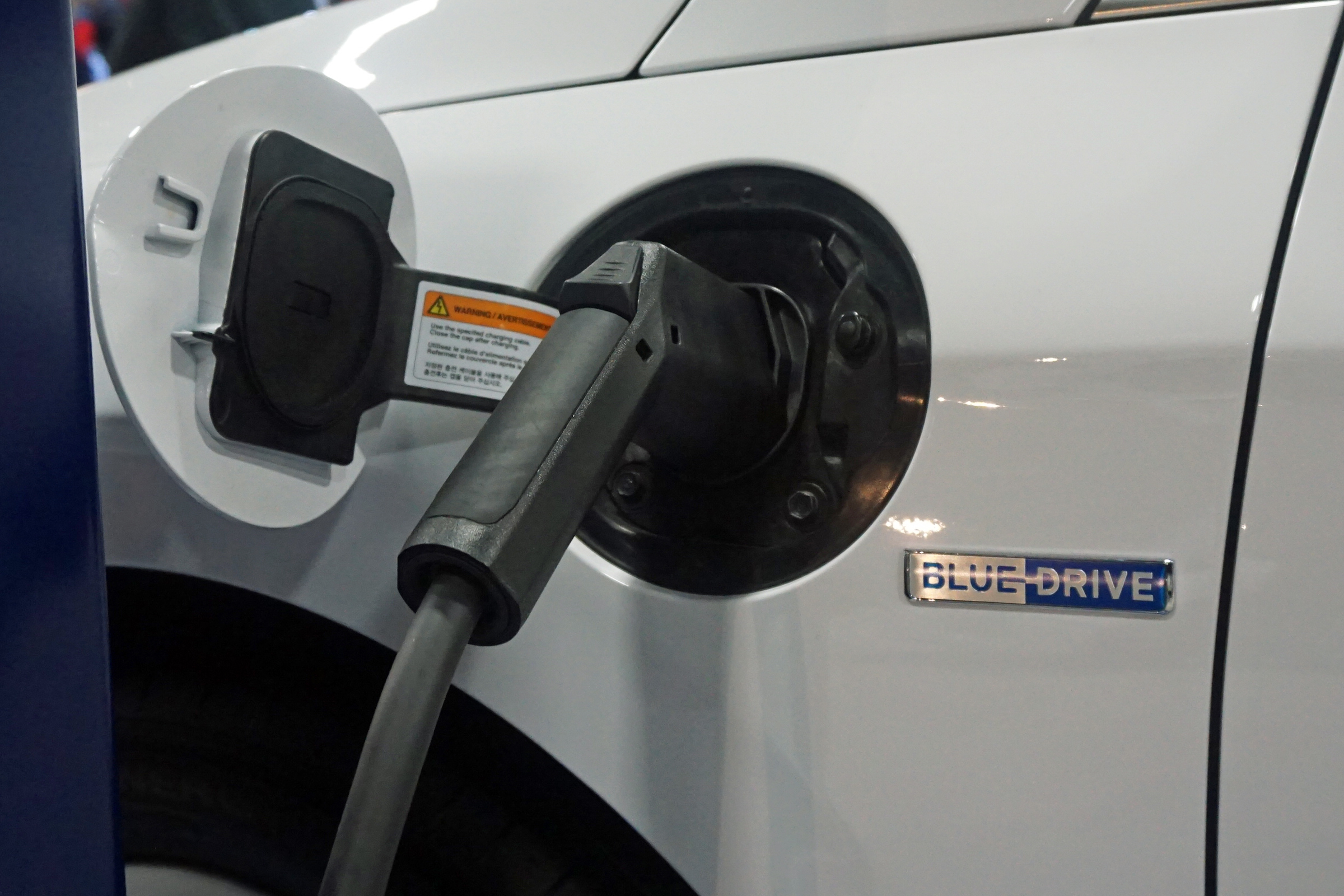
зарядка